# Andrés Incera
Incera  Paradelo est un nom espagnol. Le premier nom de famille, en général paternel, est Incera ; le second, en général maternel, souvent omis, est Paradelo.
Andrés Incera Paradelo, né le 30 novembre 1941 dans les Asturies et mort le 24 juillet 2016 à Bilbao,, est un coureur cycliste espagnol.

## Biographie
Professionnel durant les années 1960, Andrés Incera a remporté deux étapes du Tour de La Rioja ainsi qu'une édition du Gran Premio de Llodio. Il a également obtenu plusieurs tops dix sur des étapes du Tour d'Espagne en 1968 et en 1969. 

## Palmarès
- 1963
  - Prueba Legazpia
- 1965
  - GP Llodio
  - 1re étape du Tour de La Rioja
- 1966
  - 2e de la Prueba Legazpia
- 1968
  - 2e étape du Tour de La Rioja

## Résultats sur les grands tours

### Tour d'Espagne
3 participations
- 1965 : 44e
- 1967 : abandon (17e étape)
- 1968 : éliminé (8e étape)
- 1969 : 59e